# O Duplo Sonho da Primavera
O Duplo Sonho da Primavera (em italiano:  Doppio Sogno di Primavera) é uma pintura a óleo sobre tela do pintor italiano Giorgio de Chirico, datada de 1915. A pintura retrata cenas aparentemente relaccionadas mas separadas. A cena à esquerda mostra a estátua de um homem vestido com uma sobrecasaca, visto de trás. A estátua aparenta estar a olhar fixamente, de forma contemplativa, para um céu aberto. As duas cenas estão separadas no meio por uma trave de madeira, talvez parte de um cavalete. Junto da base da trave, encontra-se um esboço de um interior, no qual se vê grandes arcos e uma janela aberta para uma paisagem, incluindo figuras estilizadas de dois homens que se encontram, e montanhas distantes. A cena à direita parece também estar a olhar para baixo para a mesma paisagem, de um ângulo diferente. Por cima da paisagem, está a forma da cabeça de um modelo de alfaiate.

## Fonte
- O Duplo Sonho da Primavera no Museu de Arte Moderna de Nova Iorque